# 大原富枝文学館
大原富枝文学館（おおはらとみえぶんがくかん、英語: Ōhara Tomie Museum of Literature）は、高知県長岡郡本山町本山にある文学館。小説家大原富枝の出身地である本山町（出生当時は吉野村）に1991年に開館した。

## 概要
大原富枝が1990年に勲三等瑞宝章を受賞したのを受け、その業績を後世に残そうと、出身地である本山町によって1991年（平成3年）11月25日に開設された。建物は1988年に廃止となった本山簡易裁判所を改修したもので、高知県では初めての文学館と言われた。
展示室では生涯の歩みと作品を紹介。サロンでは著作の閲覧やビデオ鑑賞などもできる。定期的に企画展が開催されている。また、敷地内に茶室「安履庵」があり、予約すれば利用することができる。
2018年4月1日にリニューアルされ、代表作『婉という女』に登場する、土佐藩の領主であった野中兼山のコーナーなどが充実された。

## 利用案内
- 所在地：高知県長岡郡本山町本山568番地2[2]
- 開館時間：9:00 - 17:00（入館は16:30まで）[3]
- 休館日：月曜日（月曜日が祝・祭日の場合はその翌日）、年末年始（12月28日 - 1月4日）[3]
- 入館料：一般・大学生300円、小・中・高校生100円[4]
  - ※20人以上で団体割引　一般・大学生240円、小・中・高校生80円[4]
  - ※本山町に住所を有する者[5]と高知県または高知市が発行する長寿手帳を持つ者は無料

## アクセス
- 車：高知自動車道大豊IC→国道439号線を本山方面へ[2]（ICから約15分）
- バス：土讃線JR「大杉駅」下車→嶺北観光自動車（田井行）で「本山プラチナセンター前」下車→徒歩1分（大杉駅から約20分）[2]

## 大原富枝賞
文学館開館を記念して高知県の文学の振興のために1991年に創設された文学賞（小説・随筆）で、高知県在住もしくは高知県出身者を対象としている。